# Monopis pallidella
Monopis pallidella är en fjärilsart som beskrevs av Aleksei Konstantinovich Zagulajev 1955. Monopis pallidella ingår i släktet Monopis och familjen äkta malar. Inga underarter finns listade i Catalogue of Life.